# John Morrison (1er baron Margadale)
John Granville Morrison' (16 décembre 1906 – 25 mai 1996) est un propriétaire foncier britannique et un homme politique du Parti conservateur. Député de 1942 à 1965, il est président du Comité 1922 entre 1955 et 1964. Il est la dernière personne non royale à recevoir un titre de baron héréditaire. 

## Biographie
Morrison est le fils de Hugh Morrison et de Lady Mary Leveson-Gower, fille de l'homme d'État libéral Granville Leveson-Gower (2e comte Granville). James Morrison est son arrière-grand-père . Le siège de la famille est le domaine Fonthill dans le sud du Wiltshire. Morrison fait ses études au Collège d'Eton et au Magdalene College de Cambridge et sert dans le Royal Wiltshire Yeomanry pendant la Seconde Guerre mondiale, jusqu'à ce qu'il soit rappelé afin de se présenter aux élections au Parlement . 
Morrison est nommé haut shérif du Wiltshire pour 1938. En 1942, il est élu député pour Salisbury, un siège qu'il occupe jusqu'en 1965, et est président du Comité 1922 entre 1955 et 1964. Le 1er janvier 1965, il est élevé à la pairie comme baron Margadale, d'Islay dans le comté d'Argyll en reconnaissance de ses «services politiques et publics». Il est également Lord Lieutenant du Wiltshire entre 1969 et 1981. En janvier 1983, il est nommé lieutenant adjoint du Wiltshire, avec Mary Salisbury. 
Il est le dernier roturier à être élevé à la pairie héréditaire jusqu'à la brève reprise de la pratique par Margaret Thatcher en 1983, et le dernier sous un gouvernement travailliste. 
Morrison commence à posséder et à élever des chevaux en 1952 et établit le Fonthill Stud dans les écuries du 19e siècle sur son domaine, qui produit des gagnants de plusieurs courses classiques . Il mène une réorganisation du Jockey Club . 
De 1967 à 1975, il est président du Wiltshire Historic Buildings Trust . 

## Famille
Lord Margadale épouse Margaret Smith, fille de Frederick Smith (2e vicomte Hambleden) et Lady Esther Gore, le 16 octobre 1928. Ils ont une fille et trois fils, dont les deux plus jeunes sont devenus des politiciens conservateurs: 
- James Morrison, 2e baron Margadale (17 juillet 1930 – 6 avril 2003).
- Charles Andrew Morrison (25 juin 1932 – 9 mai 2005).
- Mary Anne Morrison,(née le 17 mai 1937), femme de la chambre de SM la reine Elizabeth II depuis 1960 [7]
- Peter Morrison (2 juin 1944 – 13 juillet 1995).

Lady Margadale est décédée en 1980. Lord Margadale est remplacé dans la baronnie par son fils aîné, James .